# 조선민주주의인민공화국 산업성
산업성(産業省)은 조선민주주의인민공화국의 내각 중앙 행정기관이다. 생산, 채굴, 광업, 연료, 공업, 도량형, 신기술 특허 등에 관한 사무를 관장한다. 1948년 9월 2일 내각 출범과 동시에 설립되었다. 1951년 12월 27일 폐지되었다.

## 연혁
- 1948년 9월 2일 산업성 출범
- 1951년 12월 27일 폐지

## 산하 조직
- 지질탐사처
- 원유탐사총국
- 지방국
- 특허국
- 특허심의위원회
- 금속관리국

## 역대 상, 부상

### 역대 산업상
- 김책 1948년 9월 2일 ~ 1951년 1월 31일
- 서리 리종옥 1951년 2월 1일 ~ 1951년 12월, 부상

### 역대 부상
- 정일룡 1948년 9월 2일 ~
- 리종옥 1950년 ~ 1951년 12월

### 역대 부부상
- 허정숙 1948.09.02 ~ 1951.02.01